# 門司パーキングエリア
門司パーキングエリア（もじパーキングエリア）は福岡県北九州市門司区の関門トンネルにあったパーキングエリア。
関門トンネル車道側の門司料金所に隣接していた。
自動販売機の運用終了に伴い、パーキングエリアとしての運用を終了したが、トイレと電話ボックスは2018年現在も残されている。

## 道路
- 関門トンネル（国道2号）

## 施設
- 駐車場
  - 大型0台
  - 小型6台
- 自動販売機（2006年2月28日18時で使用停止）
- トイレ
- 電話ボックス

## 歴史
- 2006年2月28日 - 廃止